# Макклернанд, Джон
Джон Александр Макклернанд (John Alexander McClernand) (30 мая 1812 — 20 сентября 1900) — американский юрист и политик, генерал армии Союза во время американской гражданской войны. Макклернанд был классическим примером «политика в погонах», который постоянно конфликтовал с кадровыми офицерами-вестпойнтцами. Он был известным политиком (демократом) в Иллинойсе, служил представителем штата в Конгрессе США, а во время войны стал подчиненным генерала Улисса Гранта на западном театре войны, где участвовал в сражениях при Бельмонте, за форт Донелсон и при Шайло.
Будучи близким другом и соратником Авраама Линкольна, Макклернанд получил разрешение набрать армию для операций против Виксберга через голову Гранта, своего непосредственного командира. Грант сумел нейтрализовать самодеятельность Макклернанда, поручив ему экспедицию, которая привела к сражению за форт Хиндман. В результате Макклернанд стал корпусным командиром в армии Гранта. Грант оказался не удовлетворён действиями Макклернанда во время виксбергской кампании и после первых штурмов Виксберга отстранил его от командования за несанкционированные контакты с прессой.

## Гражданская война
Когда началась война, Макклернанд уволился из Конгресса, набрал в Иллинойсе бригаду, известную как «Бригада Макклернанда» и 17 мая 1861 года получил звание бригадного генерала добровольческой армии. Это назначение основывалось в основном на желании Линкольна наладить хорошие отношения с демократами в южном Иллинойсе. Макклернанд был вторым по старшинству после Гранта генералом во время сражения при Белмонте в ноябре 1861 года, а затем командовал 1-й дивизией в армии Гранта во время сражения за форт Донельсон. 15 февраля 1862 года дивизия была внезапно атакована со стороны открытого фланга и была отброшена почти на две мили. 21 марта 1862 года Макклернанд получил звание генерал-майора за форт Донелсон. Несколько позже он командовал дивизией во время сражения при Шайло. Его служба генерал-майором сопровождалась политическими интригами, которые вызывали недовольство остальных офицеров. Макклернанд рассчитывал занять место Джорджа Макклеллана на восточном театре, а также критиковал стратегию Гранта на Западе.